# Семерджиево
Сéмерджиево е село в Северна България. То се намира в община Русе, област Русе.

## География
Село в Северен централен район, община и област Русе, намиращо се на 23 км югоизточно от град Русе. Разположено е в източната част на Дунавската хълмиста равнина, на височина около 150 м.
На 4 км е гара Ястребово на жп линията Русе-Варна. Има редовни автобусни връзки с Глоджево, Ветово, Червена вода, Ястребово и Русе.

## История
В Семерджиево има останки от селища от бронзовата епоха (открити са двойни бронзови брадви). Първоначално селото се е намирало в местността „Банга“. На днешното място се измества по време на Османското владичество. В турски документ от 1694 г. се среща под името Семерджи. По думите на историци някъде от 17 век датира и функциониращата до днес Джамия в центъра на селото, известна с най-високото минаре (кула) в района. През 1903 г. е основана потребителната кооперация „Плуг“. През 1895 г. е открито килийно училище в частна къща с пръв учител Иван Несторов. През 1905 г. е построена килия към черквата.

## Население
Численост на населението според преброяванията през годините:
| \| Година на преброяване \| Численост \| \| --------------------- \| --------- \| \| 1934 \| 1810 \| \| 1946 \| 1835 \| \| 1956 \| 1660 \| \| 1965 \| 1756 \| \| 1975 \| 1723 \| \| 1985 \| 1597 \| \| 1992 \| 1469 \| \| 2001 \| 1278 \| \| 2011 \| 1045 \| \| 2021 \| 908 \| |           |
| Година на преброяване | Численост |
| 1934 | 1810      |
| 1946 | 1835      |
| 1956 | 1660      |
| 1965 | 1756      |
| 1975 | 1723      |
| 1985 | 1597      |
| 1992 | 1469      |
| 2001 | 1278      |
| 2011 | 1045      |
| 2021 | 908       |

### Етнически състав
Преброяване на населението през 2011 г.
Численост и дял на етническите групи според преброяването на населението през 2011 г.:
|                     | Численост | Дял (в %) |
| Общо                | 1045      | 100.00    |
| Българи             | 285       | 27.27     |
| Турци               | 662       | 63.34     |
| Цигани              | 26        | 2.48      |
| Други               | 19        | 1.81      |
| Не се самоопределят | 16        | 1.53      |
| Неотговорили        | 37        | 3.54      |

## Обществени институции
В селото се намира едно от средищните основни училища в областта ОУ „Св. св. Кирил и Методий“ – с. Семерджиево. Функционира и детска градина „Иглика“.
Читалище „Просвета“ е основано през 1927 г. Носител е на орден Кирил и Методий II степен, 1977 г. Функционира детски фолклорен състав към читалище „Просвета“. Деца от селото участват и във фолклорните мероприятия, организирани от ДКВТ „Гюнеш“ – Русе.

## Културни и природни забележителности
Най-старата културна забележителност на селото е Джамията, датираща от края на 17 век.
Друг религиозен паметник е църквата „Свети Димитър“ от 1911 г. с ценна дърворезба от Ц. Нейков.
Селото разполага и с 3 парка, единият в централната част на селото, вторият пред Кметството и третият Паркът-стадион на влизане откъм Русе, където ФК „Вихър“ Семерджиево провеждат своите мачове.
От изхода на селото към Вятово започва т.нар. „Делиорман“ или най-северният дял на Лудогорието, където жителите всяка пролет честват 1 и 6 май.

## Редовни събития
Честване на 6 май – „Гергъовден и Хъдреллез“;
Отбелязване на Сбора на селото на 6 септември.
Концерти по случай Курбан Байрям и Коледа – Нова година.

## Други
В селото съществуват партийни организации на БСП, ГЕРБ, ДОСТ, ДПС, и др.

## Личности
- генерал Веселин Пенгезов – председател на Софийския апелативен съд и член на Висшия съдебен съвет на Р България.
- Никола Вълчев – кмет повече от 30 години и специалист по гражданско състояние до началото на демократичните промени
- Любка Вълчева – учител и читалищен деец с множество национални и регионални признания и грамоти
- Сюлейман Сабриев – виден математик, както и духовен водач.
- Хафъз Хюсеин – завършил Висше духовно образование и е бил мюфтия на Търговище, Силистра, Разград, и др.